# ジョイパックフィルム
ジョイパックフイルム株式会社は、かつて存在した日本の映画会社である。ミリオンフィルム株式会社は、合併後は同社のピンク映画を中心に製作・配給するレーベル「ミリオンフィルム」となった。1989年（平成元年）4月、株式会社ヒューマックスピクチャーズと社名を変更した。現在は、2003年（平成15年）3月の営業譲渡により、ヒューマックスシネマが同社の全事業を継承した。
本項では、前身から始まり、ミリオンフィルムおよびジョイパックフィルムの名称の時代（1965年11月 - 1989年4月）を扱う。
ヒューマックスピクチャーズおよびヒューマックスシネマについては「ヒューマックスシネマ」を参照

## 沿革
- 1965年11月29日 - 株式会社ムーランルージュプロダクションを設立[2][3][5]
- 1967年8月 - 株式会社恵通プロダクション（社長林瑞峰）と改称[2]
- 1968年8月1日 - ミリオンフィルム株式会社（社長加来章）設立[4]
- 1975年4月1日 - ミリオンフィルム株式会社と株式会社恵通プロダクションが合併し、ジョイパックフィルム株式会社（社長林瑞峰）を設立する[1]
- 1983年4月 - 恵通企業株式会社の映画興行部門を独立・分社化、興行会社ジョイパックシネマ株式会社を設立[3]
- 1989年4月 - ジョイパックフィルム株式会社を株式会社ヒューマックスピクチャーズに、ジョイパックシネマ株式会社を株式会社ヒューマックスシネマ（第一次）にそれぞれ社名を変更[3]

- 1991年7月 - 株式会社ヒューマックスピクチャーズは、株式会社ヒューマックスシネマ（興行・第一次）、株式会社ヒューマックスアルファチャンネル（放送）と対等合併、新社名は株式会社ヒューマックスピクチャーズを継承する（製作配給興行放送の統合）[3]
- 1995年7月 - 株式会社ヒューマックステクノロジー（現在の第二次ヒューマックスシネマの前身）を設立[3]
- 2003年2月 - 株式会社ヒューマックステクノロジーを株式会社ヒューマックスシネマ（第二次）に社名変更[3]
  - 同年3月 - 株式会社ヒューマックスピクチャーズの全事業を株式会社ヒューマックスシネマ（第二次）に営業譲渡[3]

## データ
- 社名：ジョイパックフィルム株式会社
- 所在地：東京都新宿区歌舞伎町21番地3号 地球会館6階[1][6]
  - 現在の東京都新宿区歌舞伎町1丁目21番7号 ヒューマックスパビリオン新宿アネックス

北緯35度41分43.46秒 東経139度42分3.81秒 / 北緯35.6954056度 東経139.7010583度
- 資本金：8,000万円 （1978年）[1]
- 代表取締役社長：林瑞峰[1]
- 取締役：井田喜八郎、林瑞禎、林瑞祥、河東栄 （1978年）[1]

- 関西支社
  - 所在地：大阪府大阪市北区堂島北31番地 堂北ビル5階[6]
    - 現在の大阪府大阪市北区堂島2丁目3番2号 サンアール堂北ビル（現存）

北緯34度41分47.32秒 東経135度29分36.6秒 / 北緯34.6964778度 東経135.493500度
- 中部支社 
  - 所在地：愛知県名古屋市中村区広小路西通1丁目20番地 ガーデンビル7階[6]
    - 現在の愛知県名古屋市中村区名駅南1丁目4番12号 ガーデンビル（現存）

北緯35度10分4.13秒 東経136度53分25.25秒 / 北緯35.1678139度 東経136.8903472度
- 九州支社
  - 所在地：福岡県福岡市博多区中洲4丁目6番18号[6]（現在の中洲大洋映画劇場の位置）
北緯33度35分35.12秒 東経130度24分18.41秒 / 北緯33.5930889度 東経130.4051139度

## 概要
1965年（昭和40年）11月29日、株式会社ムーランルージュプロダクションとして設立された。ヒューマックスの公式ウェブサイトには「1965年11月 ジョイパックフルム（株）設立」（下線部ママ、「ジョイパックフィルム株式会社」の脱字）と記されているが、『健康とレジャーの組織』によれば、当時の同社の商号は上記の通りであり、1967年（昭和42年）8月に株式会社恵通プロダクションと改称、同社の親会社・惠通企業株式会社（現在の株式会社ヒューマックス）の常務取締役であった林瑞峰が、恵通プロダクションの代表取締役社長に就任した。
1968年（昭和43年）8月1日には、ミリオンフィルム株式会社（社長加来章）が設立され、同年9月には、日本芸術協会が製作したピンク映画『セックス女優残酷史』（監督向井寛）を配給、同作が記録に残るもっとも古い、ミリオンフィルムの配給作である。1975年（昭和50年）4月1日、林瑞峰は、当時すでに常務取締役として経営に参加していたミリオンフィルム株式会社と、自らが社長を務める株式会社恵通プロダクションを合併させ、ジョイパックフィルム株式会社を新たに設立、同年5月、同社代表取締役社長に就任する。『映画年鑑 1978』の同社の項の設立年月日欄には、「1975年4月1日」である旨の記述がある。合併以降も「ミリオンフィルム」はレーベルとして残り、ピンク映画を中心に製作・配給した。
1983年（昭和58年）4月、恵通企業株式会社は、映画興行部門を独立・分社化、興行会社ジョイパックシネマ株式会社を設立している。1987年（昭和62年）7月、恵通企業株式会社は株式会社ヒューマックスに社名変更、グループ名をヒューマックスグループと改称した。同年から「ミリオンフィルム」の製作・配給本数は削減され、1988年（昭和63年）5月に製作・公開された『冴島奈緒 監禁』（監督浜野佐知、主演冴島奈緒）が同レーベルの最後の作品となった。同年5月14日に二本立て公開された『DOOR』（監督高橋伴明、主演高橋惠子）、『死霊の罠』（監督池田敏春、主演小野みゆき）を最後に、「ジョイパックフィルム」の名で製作・配給した作品は見当たらない。

1989年（平成元年）4月、ジョイパックフィルム株式会社を株式会社ヒューマックスピクチャーズに、ジョイパックシネマ株式会社を株式会社ヒューマックスシネマにそれぞれ社名を変更し、「ジョイパックフィルム」の名称は消滅した。『映画年鑑 1998』の「株式会社ヒューマックスピクチャーズ」の項の設立年月日欄には、「1965年11月29日」である旨の記述がある。ジョイパックフィルムの後身であるヒューマックスピクチャーズの全事業は、2003年（平成15年）2月にヒューマックスシネマに譲渡され、現在、製作・配給・興行といった映画事業のすべてをヒューマックスシネマが継承している。
「ジョイパック」の名称は、ヒューマックスグループのなかでは、ジョイパックレジャー（社長林光男）を中心とした「ジョイパックグループ」のみが現在も引き継いでいる。

## フィルモグラフィ

### ミリオンフィルム
特筆以外の製作・配給はすべて「ミリオンフィルム」である。
- 『セックス女優残酷史』：監督向井寛、製作日本芸術協会、1968年9月製作・公開 - 配給のみ[30]
- 『鞭と陰獣』：企画岸信太郎（山邊信雄）、製作矢野正富、監督松原次郎（松原二郎）、脚本団鬼六、主演谷ナオミ、製作ヤマベプロダクション、1968年製作・公開 - 配給のみ[31]
- 『女が満たされる時 魔性妻』：企画岸信太郎（山邊信雄）、製作谷奈緒美（谷ナオミ）、監督三樹英樹、脚本団鬼六、主演谷ナオミ、製作タニプロダクション、1969年1月製作・公開 - 配給のみ
- 『暴露日記 情欲の季節』：監督向井寛、主演一星ケミ、製作日本芸術協会、1969年3月製作・公開 - 配給のみ
- 『欲情の季節』：監督向井寛、1969年3月製作・公開
- 『女極道色欲一代』：監督伊世亜夫（中川順夫）、脚本団鬼六、製作中川プロダクション、1969年5月製作・公開 - 配給のみ
- 『女のしずく』：監督新藤孝衛、主演白川和子、製作青年芸術映画協会、1969年8月製作・公開 - 配給のみ
- 『日本処女暗黒史』：企画江戸川実、監督向井寛、主演内田高子、製作日本芸術協会、1969年9月製作・公開 - 配給のみ
- 『壺さがし』：監督渡辺護、主演香取環、製作日本芸術協会、1969年9月製作・公開 - 配給のみ
- 『泣き寝入り』：監督早坂絋、製作早坂プロダクション、1969年10月製作・公開 - 配給のみ
- 『みだら舞』：監督向井寛、主演香取環、製作日本芸術協会、1969年11月製作・公開 - 配給のみ
- 『女が鞭で嬲る時』：監督武田有生、製作鬼プロダクション、1969年11月製作・公開 - 配給のみ
- 『狂った情痴』：監督松原次郎（松原二郎）、1969年12月製作・公開
- 『初夜風俗史』：監督向井寛、1969年12月製作・公開
- 『処女の戯れ』：監督新藤孝衛、1970年1月製作・公開
- 『処女讃歌 裸身の痛み』：監督新井裕司、1970年2月製作・公開
- 『色欲の報酬』：監督安芸敬三、1970年2月製作・公開
- 『女高生の曲線』：監督新藤孝衛、1970年3月製作・公開
- 『肉体女優 情痴日記』：監督木俣堯喬、1970年3月製作・公開
- 『女の武器で勝負しろ』：監督向井寛、1970年4月製作・公開
- 『色と穴と銭』：監督早坂絋、1970年4月製作・公開
- 『白い乳房の戦慄』：監督小川欽也、1970年4月製作・公開
- 『花弁のもだえ』：監督向井寛、1970年5月製作・公開
- 『色ぼけ四十八態』：監督木俣堯喬、配給国映、1970年5月製作・公開
- 『魔女狩り』：監督木俣堯喬、1970年6月製作・公開
- 『フーテンお京 七つの性』：監督小川欽也、1970年7月製作・公開
- 『色万引き』：監督新井裕司、1970年7月製作・公開
- 『悦楽の代償』：監督新藤孝衛、1970年8月製作・公開
- 『恥部の紋章』：監督木俣堯喬、1970年8月製作・公開
- 『恍惚の宴』：監督武田有生、1970年8月製作・公開
- 『女が悶える時』：監督向井寛、1970年9月製作・公開
- 『生娘しごき 恐るべき十七歳』：監督新井裕司、1970年10月製作・公開
- 『牝猫ゲバルト』：監督木俣堯喬、1970年10月製作・公開
- 『OH! たまらない』：監督向井寛、1970年11月製作・公開
- 『女高生の初経験』：監督武田有生、1970年11月製作・公開
- 『日本夜這風俗史』：監督向井寛、1970年12月製作・公開
- 『美女・痴女・魔女』：監督早坂絋、1970年12月製作・公開
- 『肉地獄』：監督団鬼六、1971年1月製作・公開
- 『日本初夜風俗史』：監督向井寛、1971年1月製作・公開
- 『処女が燃えるとき』：監督武田有生、1971年2月製作・公開
- 『抱かれます』：監督小諸次郎、1971年2月製作・公開
- 『悪戯処女』：監督向井寛、1971年3月製作・公開
- 『女がしびれる時』：監督木俣堯喬、1971年3月製作・公開
- 『濡れた遊戯』：監督向井寛、1971年3月製作・公開
- 『もう一度』：監督小諸次郎、1971年4月製作・公開
- 『処女群盗伝』：監督向井寛、1971年4月製作・公開
- 『セックス六法全書』：監督小諸次郎、1971年5月製作・公開
- 『愛と性の亀裂』：監督木俣堯喬、1971年5月製作・公開
- 『情艶の肉体』：監督鶴川耕一、1971年6月製作・公開
- 『性の掟』：監督向井寛、1971年6月製作・公開
- 『幼な妻(秘)性生活』：監督木俣堯喬、主演珠瑠美、1971年6月製作・公開
- 『好色女子学生の交歓』：監督向井寛、1971年7月製作・公開
- 『禁じられた愛撫』：監督木俣堯喬、主演珠瑠美、1971年8月製作・公開
- 『豊かなる感触』：監督木俣堯喬、1971年8月製作・公開
- 『肉のつまみぐい』：監督早坂絋、1971年9月製作・公開
- 『乱れた少女』：監督向井寛、1971年9月製作・公開
- 『昼となく夜となく 人妻の悶え』：監督秋津隆三、1971年10月製作・公開
- 『先天性色魔』：監督木俣堯喬、主演珠瑠美、1971年10月製作・公開
- 『SEX奥の手秘話』：監督梅沢薫、主演白川和子、1971年11月製作・公開
- 『熟した女体』：監督武田有生、主演谷ナオミ、1971年11月製作・公開
- 『密通夫人(秘)日記』：監督木俣堯喬、主演珠瑠美、1971年11月製作・公開
- 『セックスNo.1』：監督品川照二（本木荘二郎）、1971年12月製作・公開
- 『色の道 女の道』：監督梅沢薫、主演白川和子、1971年12月製作・公開
- 『あ～SEX いじめられたり、いじめたり』：監督早坂絋、1971年製作・公開（公開月不明）
- 『日本姦通風俗史』：監督向井寛、主演珠瑠美・宮下順子、1972年1月製作・公開
- 『発情』：監督梅沢薫、1972年1月製作・公開
- 『十七才の情婦』：監督南雲孝（新藤孝衛）、1972年2月製作・公開
- 『女体珍味』：監督浜佐知子（浜野佐知）、1972年2月製作・公開
- 『性愛会議』：監督木俣堯喬、主演珠瑠美、1972年2月製作・公開
- 『夫婦ごっこ』：監督唐沢二郎、主演宮下順子、1972年3月製作・公開
- 『痴態百景』：監督木俣堯喬、主演珠瑠美、1972年3月製作・公開
- 『女くらべ寝室日記』：監督武藤周作、主演宮下順子、1972年4月製作・公開
- 『女は夜の匂い』：監督小田切三郎、主演珠瑠美、1972年4月製作・公開
- 『性と生活 ネオン裏の25時』：監督秋津隆二、主演宮下順子、1972年4月製作・公開
- 『激しく濡れて』：監督向井寛、1972年5月製作・公開
- 『現代トルコ風呂 男泣かせのテクニック』：監督衣恭介、主演珠瑠美、1972年6月製作・公開
- 『入浴は情事の前に』：監督唐沢二郎、1972年6月製作・公開
- 『セックス相談』：監督小諸次郎、1972年7月製作・公開
- 『現代濡れ濡れ族』：監督二宮次郎、1972年7月製作・公開
- 『女子学生 性のあやまち』：監督南雲孝（新藤孝衛）、1972年7月製作・公開
- 『人妻バイトSEX』：監督岸本恵一（本木荘二郎）、1972年8月製作・公開
- 『欲情家族』：監督中村幻児、1972年8月製作・公開
- 『情事の報酬』：監督和泉聖治、主演珠瑠美、1972年8月製作・公開
- 『ポルノ特訓法』：監督秋津隆二、1972年9月製作・公開
- 『汚された制服』：監督南雲孝（新藤孝衛）、主演高見由紀、1972年9月製作・公開
- 『十七才、好き好き族』：監督浜野佐知、1972年9月製作・公開
- 『禁断の恍惚』：監督小林悟、主演中川亜子、1972年10月製作・公開
- 『私は我慢できない』：監督唐沢二郎、1972年10月製作・公開
- 『幼な妻初夜のよろこび』：監督南雲孝（新藤孝衛）、1972年10月製作・公開
- 『女子学生性科学入学』：監督中村幻児、1972年11月製作・公開
- 『変質者』：監督和泉聖治、1972年11月製作・公開
- 『感度バツグン』：監督衣恭介、1972年12月製作・公開
- 『会津恋歌 柔肌無情』：監督南雲孝（新藤孝衛）、主演真湖道代、1973年1月製作・公開
- 『女くらべSEX契約』：監督岸本恵一（本木荘二郎）、1973年1月製作・公開
- 『日本風俗史 淫ら絵巻』：監督木俣堯喬、1973年1月製作・公開
- 『ポルノ婦人科』：監督中村幻児、1973年2月製作・公開
- 『暴行』：監督南雲孝（新藤孝衛）、1973年2月製作・公開
- 『女高生物語 濡れた花芯』：監督南雲孝（新藤孝衛）、1973年3月製作・公開
- 『悩殺のテクニック』：監督岸本恵一（本木荘二郎）、1973年3月製作・公開
- 『夜の姿態』：監督南雲孝（新藤孝衛）、1973年3月製作・公開
- 『同棲白書』：監督木俣堯喬、1973年4月製作・公開
- 『発情女 乱れ斬り』：監督岸本恵一（本木荘二郎）、主演真湖道代、1973年4月製作・公開
- 『よろめき色情妻』：監督木俣堯喬、1973年5月製作・公開
- 『人妻交換 熟れた悶え』：監督唐沢二郎、1973年5月製作・公開
- 『人妻悶絶』：監督岸本恵一（本木荘二郎）、1973年5月製作・公開
- 『ポルノ四十八態』：監督唐沢二郎、1973年6月製作・公開
- 『快感はセックスから』：監督岸本恵一（本木荘二郎）、1973年6月製作・公開
- 『女子大生 SEX講座』：監督岸本恵一（本木荘二郎）、1973年7月製作・公開
- 『熱い肌の誘惑』：監督早坂絋、1973年7月製作・公開
- 『乱行しびれ妻』：監督南雲孝（新藤孝衛）、1973年7月製作・公開
- 『やわ肌売ります』：監督岸本恵一（本木荘二郎）、主演真湖道代、1973年8月製作・公開
- 『女体めぐり』：監督秋津隆二、1973年8月製作・公開
- 『通り魔 激情』：監督木俣堯喬、1973年8月製作・公開
- 『ベッドマナー 男いびり』：監督早坂絋、1973年9月製作・公開
- 『女遊び初体験』：監督南雲孝（新藤孝衛）、1973年9月製作・公開
- 『絶倫夫人』：監督秋山駿、1973年9月製作・公開
- 『悩ましい痴態』：監督和泉聖治、主演珠瑠美、1973年10月製作・公開
- 『夫婦交換 夜の秘戯』：監督南雲孝（新藤孝衛）、1973年10月製作・公開
- 『情炎のおんなみち』：監督中川亘、1973年11月製作・公開
- 『姐さんブルース 恍惚の花弁』：監督秋山駿（津崎公平）、1973年12月製作・公開
- 『エロ事師 いろは四十八手』：監督岸本恵一（本木荘二郎）、1974年1月製作・公開
- 『同棲時代 夜ごとのテクニック』：監督南雲孝（新藤孝衛）、1974年1月製作・公開
- 『日本性風俗史 姦通』：監督木俣堯喬、1974年1月製作・公開
- 『発情おんな寝物語』：監督唐沢二郎、1974年1月製作・公開
- 『女ざかり 奥の間交情記』 : 監督岸本恵一（本木荘二郎）、1974年2月製作・公開
- 『秘密クラブ 肉体市場』 : 監督岸本恵一（本木荘二郎）、1974年2月製作・公開
- 『美人秘書 愛戯の手ほでき』 : 監督和泉聖治、1974年2月製作・公開
- 『青春の絶叫 性生活への挑戦』 : 監督南雲孝（新藤孝衛）、1974年3月製作・公開
- 『桃色OL派出会』 : 監督唐沢二郎、1974年3月製作・公開
- 『さかさくらげ もみもみ商売』 : 監督岸本恵一（本木荘二郎）、1974年4月製作・公開
- 『浮気めぐり』 : 監督和泉聖治、1974年5月製作・公開
- 『新妻 乱れ姿』 : 監督和泉聖治、1974年6月製作・公開
- 『熱い肌のうめき』 : 監督秋津隆二、1974年6月製作・公開
- 『日本風俗史 続・姦通』 : 監督南雲孝（新藤孝衛）、1974年7月製作・公開
- 『悶絶トルコ娘』 : 監督岸本恵一（本木荘二郎）、1974年7月製作・公開
- 『ポルノ姉妹 一発勝負』 : 監督岸本恵一（本木荘二郎）、1974年8月製作・公開
- 『好色悪徳医』 : 監督木俣堯喬、1974年8月製作・公開
- 『人妻の火遊び』 : 監督秋津隆二、1974年8月製作・公開
- 『のぞき天国』 : 監督岸本恵一（本木荘二郎）、1974年9月製作・公開
- 『犯された青春』 : 監督南雲孝（新藤孝衛）、1974年9月製作・公開
- 『熟れた桜貝』 : 監督門前忍、主演仁科鳩美、1974年10月製作・公開
- 『昇天色情モーテル』 : 監督岸本恵一（本木荘二郎）、1974年10月製作・公開
- 『女子大生 性愛手帳』 : 監督南雲孝（新藤孝衛）、主演真湖道代、1974年11月製作・公開
- 『乱行同棲契約』 : 監督南雲孝（新藤孝衛）、1974年11月製作・公開
- 『絶倫ピンク遊び』 : 監督岸本恵一（本木荘二郎）、1974年12月製作・公開
- 『売春の穴場』 : 監督岸本恵一（本木荘二郎）、1974年製作・公開（公開月不明）
- 『女泣かせ(秘)作戦』：監督岸本恵一（本木荘二郎）、1975年1月製作・公開
- 『絶倫の壺』：監督渡辺護、1975年1月製作・公開
- 『初夜絵草紙』：監督南雲孝（新藤孝衛）、1975年2月製作・公開
- 『女エロ事師 情事大百科』：監督岸本恵一（本木荘二郎）、主演大原恵子、1975年2月製作・公開
- 『団地夫人 秘密売春』：監督岸本恵一（本木荘二郎）、1975年3月製作・公開
- 『温泉特出し芸者』：監督南雲孝（新藤孝衛）、主演仁科鳩子（仁科鳩美）、1975年3月製作・公開
- 『ポルノ同窓生』：監督木俣堯喬、主演珠瑠美、1975年4月製作・公開
- 『女子大生 エロ研専科』：監督岸本恵一（本木荘二郎）、主演茜ゆう子、1975年4月製作・公開
- 『売春婦マリア』：監督若松孝二、主演中島葵、1975年4月製作・公開
- 『女が腰をゆするとき』：監督岸本恵一（本木荘二郎）、主演大原恵子、1975年5月製作・公開
- 『発情娘 セックス体験』：監督南雲孝（新藤孝衛）、主演小杉じゅん、1975年5月製作・公開
- 『セックス谷わたり』：監督和泉聖治、主演珠瑠美、1975年6月製作・公開
- 『女VS男 快感の高まり』：監督岸本恵一（本木荘二郎）、主演大原恵子、1975年6月製作・公開
- 『売春組織 穴場売ります』：監督岸本恵一（本木荘二郎）、主演小杉じゅん、1975年7月製作・公開
- 『婦人科秘話 女医の診察室』：監督唐沢二郎、1975年7月製作・公開
- 『スケバンマリア』：監督岸本恵一（本木荘二郎）、1975年8月製作・公開
- 『ベットタウン 色情夫人』：監督蔵田優（影山明文）、1975年8月製作・公開
- 『女子学生(秘)性テスト』：監督渡辺護、1975年9月製作・公開
- 『昇天淫ら夢』：監督木俣堯喬、主演珠瑠美、1975年9月製作・公開
- 『セックスセミドキュメント 連続婦女暴行魔』：監督和泉聖治、主演珠瑠美、1975年9月製作・公開
- 『性春のうめき』：監督中村幻児、1975年10月製作・公開
- 『痴漢夫婦』：監督岸本恵一（本木荘二郎）、主演小杉じゅん、1975年10月製作・公開
- 『うごく痴漢車』：監督蔵田護（影山明文）、1975年11月製作・公開
- 『花の高2初体験』：監督和泉聖治、主演路さとみ、1975年11月製作・公開
- 『名器くらべ』：監督岸本恵一（本木荘二郎）、主演茜ゆう子、1975年11月製作・公開
- 『おかきぞめ 新・花電車』：監督渡辺護、1975年12月製作・公開
- 『女唇のわななき』：監督和泉聖治、主演珠瑠美、1975年12月製作・公開
- 『女高生トリオ(秘)生体実験』：監督岸本恵一（本木荘二郎）、1976年1月6日公開
- 『女子大生事件 SEXアルバイト』：監督和泉聖治、主演珠瑠美、1976年2月3日公開
- 『特出し姉妹花車』：監督岸本恵一（本木荘二郎）、主演北斗レミカ、1976年2月10日公開
- 『衝撃!! 蒼い性の告白』：監督和泉聖治、1976年3月2日公開
- 『あげたい女』：監督蔵田優（影山明文）、1976年3月9日公開
- 『濡れた性の出発』：監督岸本恵一（本木荘二郎）、主演北斗レミカ、1976年3月30日公開
- 『ポルノはつらいよ 女の股枕』：監督山本晋也、主演真湖道代、1976年4月7日公開
- 『女囚性欲魔』：監督和泉聖治、1976年5月11日公開
- 『乱欲セックス女子社員』：監督岸本恵一（本木荘二郎）、1976年5月25日公開
- 『性乱ポルノ 痴女発情』：監督蔵田優（影山明文）、主演小杉じゅん、1976年6月1日公開
- 『女子学生 恍惚の玉ころがし』：監督中村幻児、1976年6月8日公開
- 『みだれ枕』：監督木俣堯喬・和泉聖治、原作樋口一葉『にごりえ』、主演珠瑠美、1976年7月6日公開
- 『女医の痴漢診断』：監督蔵田優（影山明文）、主演大原恵子、1976年7月13日公開
- 『女子大生 性姦集団』：監督岸本恵一（本木荘二郎）、1976年8月10日公開
- 『パパ私やったわ!』：監督和泉聖治、1976年8月24日公開
- 『女子学生SEXレポート 実地研究』：監督中村幻児、1976年8月31日公開
- 『淫獣色魔』：監督瑳峨大介、主演珠瑠美、1976年9月28日公開
- 『欲求夫人』：監督岸本恵一（本木荘二郎）、主演仁科鳩美、1976年10月5日公開
- 『痴漢 スケ狩り』：監督沢賢介、1976年10月12日公開
- 『恍惚にっぽん ポルノ色蒲団』：監督岡本愛、1976年11月2日公開
- 『女医の告白 産科婦人科』：監督早坂絋、1976年11月23日公開
- 『配膳クラブ情報 売春待合室』：監督岸本恵一（本木荘二郎）、1976年11月30日公開
- 『姦通(卍)くずし』：監督蔵田優（影山明文）、主演原悦子、1976年12月7日公開
- 『恍惚にっぽん のけぞり四畳半』：監督桂英二、1976年12月製作・公開
- 『不倫一族』：監督岸本恵一（本木荘二郎）、主演小杉じゅん、製作コーホーフィルム、1977年1月製作・公開 - 配給のみ
- 『セックス・ゼミ 夢魔のうめき』：監督蔵田優（影山明文）、主演原悦子、製作ワールド映画、1977年1月製作・公開 - 配給のみ
- 『恍惚アパート 悶々時代』：監督中村幻児、製作幻児プロダクション、1977年1月製作・公開 - 配給のみ
- 『深夜の美人局 あなたまかせ』：監督桂英二、製作プロダクション鷹、1977年2月製作・公開 - 配給のみ
- 『行く行くマイトガイ 性春の悶々』：監督井筒和生（井筒和幸）、主演三上寛・茜ゆう子、製作新映倶楽部、1975年製作・1977年2月公開 - 配給のみ
- 『モーレツ女 新婚性地獄』：監督蔵田優（影山明文）、主演原悦子、製作ワールド映画、1977年3月製作・公開 - 配給のみ
- 『濡れ濡れアウトロー 残酷性春』：監督桂英二、製作プロダクション鷹、1977年3月製作・公開 - 配給のみ
- 『デルタの掟 夜のアレを射て』：監督秋津隆二、製作プロダクション鷹、1977年3月製作・公開 - 配給のみ
- 『先天性 色欲女集団』：監督秋津隆二、製作プロダクション鷹、1977年4月製作・公開 - 配給のみ
- 『課外(秘)売春』：監督蔵田優（影山明文）、製作ワールド映画、1977年4月製作・公開 - 配給のみ
- 『FLESH MARKETS 国際肉体市場』：監督沢賢介、製作関東ムービー、1977年5月製作・公開 - 配給のみ
- 『痴情学園』：監督中村幻児、製作幻児プロダクション、1977年5月製作・公開 - 配給のみ
- 『強欲暴姦魔』：監督早坂絋、主演原悦子、製作青年群像、1977年5月製作・公開 - 配給のみ
- 『好色女子大生 あげちゃいたい!』：監督岸本恵一（本木荘二郎）、1977年6月製作・公開
- 『実録スワッピング』：監督桂英二、製作プロダクション鷹、1977年7月製作・公開 - 配給のみ
- 『快楽痴漢バス』：監督早坂絋、主演北川玲子、製作青年群像、1977年8月製作・公開 - 配給のみ
- 『情欲責め』：監督荻碧、主演茜ゆう子、製作日本シネマ、1977年8月製作・公開 - 配給のみ
- 『まぶしい(秘)体験 犯される』：監督木俣堯喬、主演珠瑠美、製作プロダクション鷹、1977年9月製作・公開 - 配給のみ
- 『官能女体責め』：監督嵯峨野淳、製作プロダクション77、1977年9月製作・公開 - 配給のみ
- 『ポルノはつらいよ 女の姫貝』：監督渡辺護、製作ユニバースプロダクション、1977年9月製作・公開 - 配給のみ
- 『日本性風俗史 本番地帯』：監督渡辺護、製作ユニバースプロダクション、1977年9月製作・公開 - 配給のみ
- 『女犯魔』：監督中村幻児、製作幻児プロダクション、1977年10月製作・公開 - 配給のみ
- 『暴行ポルノ 虐る』：監督蔵田優（影山明文）、主演杉佳代子、製作ワールド映画、1977年11月製作・公開 - 配給のみ
- 『裂け目を狙え』：監督大門登、製作東洋フィルム、1977年11月製作・公開 - 配給のみ
- 『ラブホテル 舐める』：監督唐沢二郎、主演杉佳代子、製作青年群像、1977年11月製作・公開 - 配給のみ
- 『痴漢横丁 濡れたいの』：監督関孝二、製作関東ムービー、1977年12月製作・公開 - 配給のみ
- 『のけぞり現場 淫絶女優』：監督和泉聖治、主演ティミー杉本、製作プロダクション鷹、1977年12月製作・公開 - 配給のみ
- 『悶絶痴漢船』：監督久我剛、製作青年群像、1978年1月製作・公開 - 配給のみ
- 『初のぞき 痴漢の帝王』：監督山本晋也、製作ユニバースプロダクション、1978年1月製作・公開 - 配給のみ
- 『強精夫人』：監督岡本愛、製作笠原プロダクション、1978年2月製作・公開 - 配給のみ
- 『スケこまし群団』：監督中村幻児、製作幻児プロダクション、1978年3月製作・公開 - 配給のみ
- 『変態乱れ床』：監督渡辺護、製作ユニバースプロダクション、1978年3月製作・公開 - 配給のみ
- 『初桃三段責め』：監督大門登、製作東洋フィルム、1978年4月製作・公開 - 配給のみ
- 『青春女子大生 びしょ濡れ』：監督和泉聖治、製作プロダクション鷹、1978年4月製作・公開 - 配給のみ
- 『パチンコ野郎 あの穴この穴』：監督中村幻児、製作幻児プロダクション、1978年5月製作・公開 - 配給のみ
- 『セックス・ドキュメント 手口』：監督渡辺護、主演川口朱里、製作ユニバースプロダクション、1978年5月製作・公開 - 配給のみ
- 『痴漢アパート 覗いてぬれる』：監督秋津隆二、製作プロダクション'70、1978年5月製作・公開 - 配給のみ
- 『残酷性春 ムレムレ四畳半』：監督蔵田優（影山明文）、主演沢木ミミ、製作ワールド映画、1978年6月製作・公開 - 配給のみ
- 『変態横丁』：監督久我剛、製作青年群像、1978年6月製作・公開 - 配給のみ
- 『変態サラリーマン 人妻狂い』：監督和泉聖治、主演言間季里子、製作プロダクション鷹、1978年7月製作・公開 - 配給のみ
- 『発情レポート 穴場遊び』：監督沢賢介、製作関東ムービー、1978年7月製作・公開 - 配給のみ
- 『移動ホテル(秘)めろめろ』：監督中村幻児、製作幻児プロダクション、1978年8月製作・公開 - 配給のみ
- 『処女初犯 しびれる』：監督和泉聖治、製作プロダクション鷹、1978年8月製作・公開 - 配給のみ
- 『ムンムン寝教育』：監督渡辺護、主演杉佳代子、製作ユニバースプロダクション、1978年9月製作・公開 - 配給のみ
- 『処女昇天 私の中の中まで!』：監督秋津隆二、製作ワイドプロダクション、1978年9月製作・公開 - 配給のみ
- 『絶倫種馬』：監督岡本愛、製作笠原プロダクション、1978年9月製作・公開 - 配給のみ
- 『奥の体験 吸いつく女猫』：監督高橋伴明、主演日野繭子、製作高橋プロダクション、1978年10月製作・公開 - 配給のみ
- 『失神痴漢UFO』：監督沢賢介、製作関東ムービー、1978年10月製作・公開 - 配給のみ
- 『地獄穴 極楽穴』：監督久我剛、製作青年群像、1978年10月製作・公開 - 配給のみ
- 『ブルーフィルムの女 ちっそく』：監督中村幻児、主演日野繭子、製作幻児プロダクション、1978年11月製作・公開 - 配給のみ
- 『女体調教 しごき』：監督渡辺護、主演杉佳代子、製作ユニバースプロダクション、1978年12月製作・公開 - 配給のみ
- 『トルコ番外地 いそぎんちゃく』：監督久我剛、製作青年群像、1978年12月製作・公開 - 配給のみ
- 『のぞきおさわり大全集』：監督山本晋也、製作獅子プロダクション、1979年1月2日公開 - 配給のみ
- 『欲望団地 乱行若妻』：監督和泉聖治、製作プロダクション鷹、1979年1月9日公開 - 配給のみ
- 『濡れ場全開 寝化粧』：監督渡辺護、製作獅子プロダクション、1979年1月30日公開 - 配給のみ
- 『異常SEX 乱射魔』：監督中村幻児、製作幻児プロダクション、1979年2月6日公開 - 配給のみ
- 『絶倫トルコマンション 密戯』：監督早坂絋、製作青年群像、1979年3月6日公開 - 配給のみ
- 『好き好き女子大生 性虐』：監督和泉聖治、主演桂たまき、製作プロダクション鷹、1979年3月13日公開 - 配給のみ
- 『野獣ポルノ 処女絶叫』：監督大門登、製作関東ムービー、1979年4月3日公開 - 配給のみ
- 『新妻レポート 歓喜』：監督渡辺護、主演日野繭子、製作獅子プロダクション、1979年4月10日公開 - 配給のみ
- 『熱中時代 変態下宿』：監督久我剛、製作青年群像・関東ムービー、1979年5月1日公開 - 配給のみ
- 『乱熟女子大生』：監督中村幻児、製作幻児プロダクション、1979年5月8日公開 - 配給のみ
- 『トルコ拷問 激痛』：監督早坂絋、製作青年群像、1979年6月5日公開 - 配給のみ
- 『ある愛撫!! ずぶ濡れ』：監督宗豊、製作獅子プロダクション、1979年6月12日公開 - 配給のみ
- 『暴性族襲う』：監督中村幻児、主演川口朱里、製作幻児プロダクション、1979年7月3日公開 - 配給のみ
- 『濡れた牝猫』：監督高橋伴明、主演桂たまき、製作高橋プロダクション、1979年7月10日公開 - 配給のみ
- 『変態三姉妹 (秘)いたずら』：監督秋津隆二、製作秋津プロダクション、1979年7月31日公開 - 配給のみ
- 『ピチピチエロトピア 相姦』：監督大野裕司、製作獅子プロダクション、1979年7月31日公開 - 配給のみ
- 『処女を剥ぐ』：監督和泉聖治、製作青年群像、1979年8月14日公開 - 配給のみ
- 『超淫力 絶頂女』：監督中村幻児、主演日野繭子、製作幻児プロダクション、1979年9月4日公開 - 配給のみ
- 『異常暴行 ヒモ地獄』：監督平川弘喜、製作青年群像、1979年9月11日公開 - 配給のみ
- 『トルコ拷問 悶絶』：監督早坂絋、製作青年群像、1979年10月2日公開 - 配給のみ
- 『セックスドキュメント つれ込む!』：監督渡辺護、製作獅子プロダクション、1979年10月9日公開 - 配給のみ
- 『人妻監禁』：監督和泉聖治、製作プロダクション鷹、1979年11月製作・公開（公開日不明） - 配給のみ
- 『聖女わななく』：監督早坂絋、製作青年群像、1979年11月6日公開 - 配給のみ
- 『女子学生 危険な遊戯』：監督中村幻児、主演日野繭子、製作幻児プロダクション、1979年12月4日公開 - 配給のみ
- 『暴漢 処女を襲う』：監督和泉聖治、製作プロダクション鷹、1979年12月8日公開 - 配給のみ
- 『女の診察 舌と唇』：監督渡辺護、主演日野繭子、1980年1月1日公開
- 『トルコ拷問 搾る』：監督早坂絋、1980年1月8日公開
- 『淫蕩牝猫』：監督高橋伴明、主演青木奈美、1980年1月29日公開
- 『あつく開いて』：監督大門登、主演風間舞子、1980年2月5日公開
- 『変態みだら指』：監督早坂絋、1980年3月4日公開
- 『乱行若妻 濡れにぞ濡れし』：監督和泉聖治、主演風間舞子、1980年3月11日公開
- 『淫舌』：監督平川弘喜、製作青年群像、1980年4月1日公開 - 配給のみ
- 『女子学生 熟れる』：監督大門登、1980年4月8日公開
- 『濡れた唇 しなやかに熱く』：監督中村幻児、撮影久我剛、製作幻児プロダクション、1980年4月29日公開 - 配給のみ
- 『私は犯されたい!』：監督和泉聖治、主演風間舞子、製作プロダクション鷹、1980年5月6日公開 - 配給のみ
- 『少女早熟』：監督平川弘喜、主演高原リカ、製作関東ムービー、1980年5月20日公開 - 配給のみ
- 『悶絶ホテル 痴戯』：監督渡辺護、主演港まゆみ、製作渡辺護組、1980年6月3日公開 - 配給のみ
- 『犯された性春 失神』：監督木俣堯喬、主演珠瑠美、製作プロダクション鷹、1980年6月10日公開 - 配給のみ
- 『女体で売ります』：監督大門登、製作関プロダクション、1980年7月製作・公開 - 配給のみ
- 『女・たらしこみ』：監督高橋伴明、主演港まゆみ、製作高橋組、1980年7月製作・公開 - 配給のみ
- 『若妻 縛りの戯れ』：監督中村幻児、主演風間舞子、製作幻児プロダクション、1980年8月製作・公開 - 配給のみ
- 『トルコ拷問 咬む』：監督早坂絋、主演朝霧ユカ（朝霧友香）、製作青年群像、1980年8月製作・公開 - 配給のみ
- 『(秘)青春地獄』：監督渡辺護、主演日野繭子、製作渡辺護プロダクション、1980年9月製作・公開 - 配給のみ
- 『マリアの告白 少年狩り』：監督和泉聖治、製作プロダクション鷹、1980年9月製作・公開 - 配給のみ
- 『女子大生激撮 剥ぐ』：監督和泉聖治、主演朝霧友香、製作プロダクション鷹、1980年10月製作・公開 - 配給のみ
- 『猟奇! 暴行事件』：監督高橋伴明、製作高橋プロダクション、1980年10月製作・公開 - 配給のみ
- 『痴漢公園 さすり泣き』：監督早坂絋、製作青年群像、1980年11月製作・公開 - 配給のみ
- 『蒸発妻 ころがす』：監督渡辺護、主演高原リカ、製作渡辺護組、1980年11月製作・公開 - 配給のみ
- 『乱熟ポルノ 潮吹き三姉妹』：監督大門登、主演泉ユリ、製作関プロダクション、1980年12月製作・公開 - 配給のみ
- 『若妻暴行 喘ぐ』：監督平川弘喜、製作青年群像、1980年12月製作・公開 - 配給のみ
- 『ニッポン痴漢列島』：監督渡辺護、1981年1月製作・公開
- 『抱きたい女 抱かれない女』：監督中村幻児、1981年1月製作・公開
- 『人妻交換 絶頂』：監督和泉聖治、主演神山市子、1981年2月製作・公開
- 『女高生(秘)課外活動』：監督平川弘喜、1981年2月製作・公開
- 『赤い娼婦 突き刺す』：監督中村幻児、主演朝霧友香、1981年3月製作・公開
- 『処女淫夢』：監督木俣堯喬、主演神山市子、1981年3月製作・公開
- 『人妻 女子大生 ふたり一度に』：監督中村幻児、1981年4月製作・公開
- 『異常な快楽 禁唇』：監督高橋伴明、1981年4月製作・公開
- 『団地妻 今夜も狂わせて』：監督渡辺護、主演朝霧友香、1981年5月製作・公開
- 『肉の罠 はめる!』：監督小諸次郎、1981年5月製作・公開
- 『人妻交換24時間 失神します』：監督和泉聖治、1981年6月製作・公開
- 『女教師 スキャンダル』：監督小水一男、1981年6月製作・公開
- 『乱行同棲 まわす』：監督高橋伴明、1981年7月製作・公開
- 『女の合鍵 濡れて開いて』：監督中村幻児、1981年7月製作・公開
- 『色情女狩り』：監督井筒和幸、脚本西岡琢也、1981年8月製作・公開
- 『実録産婦人科 変態手術』：監督渡辺護、1981年8月製作・公開
- 『暴行エクスタシー』：監督木俣堯喬、1981年9月製作・公開
- 『女子学生わななく』：監督早坂絋、1981年9月製作・公開
- 『キャッチガール 舌戯悶絶』：監督小水一男、主演朝霧友香、1981年10月製作・公開
- 『ぬれぬれ監禁』：監督中村幻児、1981年10月製作・公開
- 『復讐セックス 女が犯す』：監督珠瑠美、1981年11月製作・公開
- 『襲られた女』：監督・脚本高橋伴明、製作高橋プロダクション、1981年11月製作・公開 - 配給のみ
- 『女高生 私をあげる』：監督中村幻児、1981年12月製作・公開
- 『トルコ拷問 凌す』：監督小諸次郎、1981年12月製作・公開
- 『悶絶アパート 上でも下でも』：監督倉田優（影山明文）、1981年12月製作・公開
- 『団地妻暴漢 監禁25時』：監督渡辺護、1982年1月製作・公開
- 『ブルーテープの女 淫らな呻き』：監督岡孝通、1982年2月製作・公開
- 『ポルノ最前線 感じて濡れて』：監督宮島利明、1982年2月製作・公開
- 『かいかん 女子学生(秘)塾』：監督小諸次郎、主演山地美貴、1982年3月製作・公開
- 『変態スワップ 女が舐める』：監督珠瑠美、1982年3月製作・公開
- 『白昼痴漢ギンギラギン』：監督三浦伸治、主演麻生うさぎ、1982年4月製作・公開
- 『淫婦つぼ狂い』：監督珠瑠美、1982年4月製作・公開
- 『誘拐!人妻拷問』：監督中村幻児、1982年5月製作・公開
- 『変態縄飼育』：監督渡辺護、1982年5月製作・公開
- 『バイオレンス・ポルノ 縄と暴行』：監督小水一男、主演山地美貴、1982年6月製作・公開
- 『衝撃マントル 淫室密写』：監督早坂絋、主演山地美貴、1982年6月製作・公開
- 『女教師なめ上手』：監督梅沢薫、製作獅子プロダクション、1982年7月製作・公開 - 配給のみ
- 『赤い復讐 暴姦』：監督井筒和幸、脚本西岡琢也、1982年7月製作・公開
- 『官能妻舌技責め』：監督珠瑠美、主演友川かづき、1982年7月製作・公開
- 『未亡人 羞恥責め』：監督大井武士、主演風かおる、1982年8月製作・公開
- 『変態エロチカ 縄と痴漢』：監督渡辺護、主演杉佳代子、1982年8月製作・公開
- 『スケバンリンチ 制服を裂く』：監督増田俊光、1982年9月製作・公開
- 『集団暴行 若妻悶絶!』：監督珠瑠美、1982年9月製作・公開
- 『バイオレンス・ポルノ 縄姦』：監督小水一男、1982年10月製作・公開
- 『絶淫女体狩り』：監督三浦伸治、1982年10月製作・公開
- 『犯し魔 変態リンチ』：監督梅沢薫、主演風かおる、1982年11月製作・公開
- 『THE ONANIE』：監督代々木忠、1982年11月製作・公開
- 『衝撃マントル 純生本番』：監督小諸次郎、主演山地美貴、1982年11月製作・公開
- 『女子学生 淫舞』：監督珠瑠美、1982年12月製作・公開
- 『性虐! 女を暴く』：監督中村幻児、主演朝霧友香、1982年12月製作・公開
- 『少女縄人形』：監督中村幻児、主演風かおる、1983年1月製作・公開
- 『ザ・痴漢 ほとんどビョーキ』：監督渡辺護、主演山地美貴、1983年1月製作・公開
- 『緊縛!いたぶる』：監督増田俊光、主演日野繭子、1983年2月製作・公開
- 『美女誘拐飼育』：監督三浦伸治、1983年2月製作・公開
- 『獣色学園 白昼レイプ』：監督釜田千秋、主演山地美貴、1983年3月製作・公開
- 『キャリアガール 乱熟』：監督・脚本和泉聖治、製作プロダクション鷹、1983年3月製作・公開 - 配給のみ
- 『暴行軍団 少女処刑』：監督大井武士、主演山本さゆり、1983年4月製作・公開
- 『トルコ拷問 抉る』：監督平川弘喜、主演竹村祐佳、1983年4月製作・公開
- 『OL若妻女高生 連続暴行』：監督珠瑠美、主演竹村祐佳、1983年5月製作・公開
- 『裏ビデオ 生撮りの女』：監督浜野佐知、1983年5月製作・公開
- 『処女肉奴隷』：監督秋津隆二、主演松田愛、1983年6月製作・公開
- 『暴行 夫の目の前で!』：監督増田俊光、1983年6月製作・公開
- 『少女地獄 監禁』：監督梅沢薫、主演風かおる、1983年7月製作・公開
- 『淫乱団地 隣りの奥さん』：監督北沢江北（飯泉幸夫）、主演大上志乃、1983年7月製作・公開
- 『痴漢わいせつゲーム』：監督増田俊光、主演宇佐美ケイ、1983年8月製作・公開
- 『神田川淫乱戦争』：監督黒沢清、主演麻生うさぎ、製作ディレクターズカンパニー、1983年8月製作・公開 - 配給のみ
- 『女子大生 可憐ないけにえ』：監督珠瑠美、主演響恭子、1983年9月製作・公開
- 『若妻人質 性拷問』：監督野上正義、主演風見玲子、1983年9月製作・公開
- 『獣色淫乱夫人』：監督秋津隆二、主演村井亜紀、1983年10月製作・公開
- 『暴走族 集団レイプ』：監督梅沢薫、主演風かおる、1983年10月製作・公開
- 『淫らに犯して』：監督珠瑠美、主演響恭子、1983年11月製作・公開
- 『変態! 檻の女』：監督北沢江北（飯泉幸夫）、主演彰佳響子、1983年11月製作・公開
- 『ザ・痴漢 狙われた太股』：監督秋津隆二、1983年12月製作・公開
- 『OL・濡れて堕ちる』：監督増田俊光、1983年12月製作・公開
- 『痴漢電車奥まで入れて』：監督小諸次郎、主演大橋愛、1984年1月製作・公開
- 『西川瀬里奈 覗き部屋の女』：監督広木隆一、主演西川瀬里奈、1984年1月製作・公開
- 『女医淫ら責め』：監督木俣堯喬、主演響恭子、1984年2月製作・公開
- 『ザ・SM 緊縛遊戯』：監督中村幻児、主演伊藤麻耶、1984年2月製作・公開
- 『絶頂スワップ 人妻くずし』：監督珠瑠美、主演響恭子、1984年3月製作・公開
- 『美容師悶絶女子寮』：監督北沢江北（飯泉幸夫）、1984年3月製作・公開
- 『代々木忠のドキュメント 性戯実験室』：監督代々木忠、主演野口杏奈、1984年3月製作・公開
- 『愛染恭子 ザ・サバイバル』：監督代々木忠、主演愛染恭子、1984年4月製作・公開
- 『連続! 柔肌犯し』：監督北沢江北（飯泉幸夫）、主演筒見愛、1984年4月製作・公開
- 『女高生猟色』：監督秋津隆二、1984年4月製作・公開
- 『白衣暴行ぬめり』：監督小諸次郎、主演山地美貴、1984年5月製作・公開
- 『若妻変態性戯』：監督石川均、主演西川瀬里奈、1984年5月製作・公開
- 『蒼い体験 花芯のいたみ』：監督小諸次郎、主演ティナー加賀、1984年6月製作・公開
- 『乱れる人妻 恥ずかしいい愛撫』：監督珠瑠美、主演響恭子、1984年6月製作・公開
- 『リンチ 獣の戯れ』：監督梅沢薫、主演麻生うさぎ、1984年7月製作・公開
- 『好奇心』：監督代々木忠、主演末次富士子、1984年7月製作・公開
- 『ピンクショット もう一度濡らして』：監督北沢幸雄（飯泉幸夫）、主演麻生うさぎ、1984年7月製作・公開
- 『隣の未亡人 わたし我慢できない』：監督渡辺護、主演萩尾なおみ、1984年7月製作・公開
- 『痴漢特急電車 触った女が悪かった!』：監督秋津隆二、主演村井亜紀、1984年8月製作・公開
- 『異常性犯罪 疲れる』：監督珠瑠美、主演響恭子、1984年9月製作・公開
- 『悶絶美容師いろ化粧』：監督北沢幸雄（飯泉幸夫）、主演山地美貴、1984年9月製作・公開
- 『ONANIE3ザ・バイブ』：監督代々木忠、主演織本涼子、1984年10月製作・公開
- 『ポルノサスペンス 餌食』：監督小諸次郎、1984年10月製作・公開
- 『シングルガール ひとり寝の指』：監督五月真理矢、1984年10月製作・公開
- 『密に濡れる女』：監督広木隆一、主演青木祐子、1984年11月製作・公開
- 『変態初夜』：監督増田俊光、主演風かおる、1984年11月製作・公開
- 『THE SM』：監督伊集院剛、主演早乙女宏美、1984年11月製作・公開
- 『性感極秘テクニック2 パーフェクト』：監督代々木忠、主演五十嵐涼子、1984年12月製作・公開
- 『暴走セックス 狂乱』：監督珠瑠美、主演響恭子、1984年12月製作・公開
- 『狙われた母娘』：監督秋津隆二、主演村井亜紀、1984年12月製作・公開
- 『主婦売春宅急便』：監督三浦伸二（三浦伸治）、脚本関根和美、製作三浦プロダクション、1985年1月製作・公開
- 『本番ビデオ 剥ぐ』：総監督渡辺護、監督・脚本望月六郎、1985年1月製作・公開
- 『ロリータ ひそかな愉しみ』：監督梅沢薫、1985年2月製作・公開
- 『黒い下着の女』：監督北沢幸雄（飯泉幸夫）、製作飯泉プロダクション、1985年2月製作・公開
- 『ハード・スキャンダル 本番』：監督珠瑠美、脚本木俣堯喬、1985年3月製作・公開
- 『ナイト・エクスタシー 変態飼育』：監督北沢幸雄（飯泉幸夫）、1985年3月製作・公開
- 『桃の木舞 SEXドリーム』：企画山崎邦紀、監督浜野佐知、1985年4月製作・公開
- 『美女 猟色好奇心』：製作植村泰三、監督渡辺努、製作植村プロダクション、1985年4月製作・公開
- 『ザ・SM 緊縛テクニック』：監督三浦伸治、1985年5月製作・公開
- 『絶頂スワップ SEX遊戯』：企画松本洋二、監督渡辺護、脚本吉本昌弘・渡辺護、1985年5月製作・公開
- 『異常快感 恥しらず』：プロデューサー和泉聖治・珠瑠美、監督木俣堯喬、製作プロダクション鷹、1985年6月製作・公開
- 『ザ・クライマックス ロリータ凌辱』：監督釜田千秋、主演中山あずさ、1985年6月製作・公開
- 『レイプマニア・密猟』：監督北沢幸雄（飯泉幸夫）、1985年7月製作・公開
- 『18才性熱白書 私の好きな先生』：監督・脚本前田順之介、1985年7月製作・公開
- 『ザ・覗き 狙われた女』：製作沢本大介、監督・脚本梅沢薫、助監督片岡修二、1985年8月製作・公開
- 『ONANIE嬢 みだらな私生活』：プロデューサー松本洋二、監督・脚本望月六郎、1985年8月製作・公開
- 『猟奇体験 夢性』：監督渡辺努、1985年9月製作・公開
- 『肉奴隷 嬲る』：監督北沢幸雄（飯泉幸夫）、主演萩尾なおみ、1985年9月製作・公開
- 『連発絶頂テクニック』：プロデューサー・脚本木俣堯喬、監督珠瑠美、製作プロダクション鷹、1985年10月製作・公開
- 『密室変態調教』：監督浜野佐知、1985年10月製作・公開
- 『女子大生 激射快感マッサージ』：企画吉川守男、監督・脚本秋津隆二、製作千賀エーゼンシー、1985年11月製作・公開
- 『セクシーアップ 桃色乳首』（ビデオ題『木築沙絵子 桃色乳首』）：監督・脚本高原秀和、主演木築沙絵子、製作雄プロダクション、1985年11月製作・公開
- 『ワイセツドキュメント 連続婦女暴行』：プロデューサー・脚本木俣堯喬、監督珠瑠美、製作プロダクション鷹、1985年12月製作・公開
- 『恍惚むきだし美人』：監督北沢幸雄（飯泉幸夫）、主演萩尾なおみ、製作飯泉プロダクション、1985年12月製作・公開
- 『痴漢電車 みゆきのヤリガイ』：企画旦々舎、監督浜野佐知、脚本山崎邦紀、製作旦々舎、1986年1月製作・公開 - 配給のみ
- 『愛奴秘肉責め』：監督・脚本石川均、1986年1月製作・公開
- 『ザ・レイプ 倒錯SEX』：監督珠瑠美、1986年2月製作・公開
- 『禁断 生贄の女』：監督広木隆一、助監督鎮西尚一、1986年2月製作・公開
- 『THE エロス』：監督代々木忠、1986年3月製作・公開
- 『若妻日記 絶頂度』：監督・編集北沢幸雄（飯泉幸夫）、脚本佐野和宏、製作飯泉プロダクション、1986年3月製作・公開 - 配給のみ
- 『いんらん』：監督代々木忠、1986年4月製作・公開
- 『KYOKOの体験 ザ・本番』：監督四ノ宮浩、脚本小林政宏、1986年4月製作・公開
- 『痴漢電車奥までのぞいて』：監督浜野佐知、脚本山崎邦紀、製作旦々舎、1986年4月製作・公開 - 配給のみ
- 『ONANIE遊戯 ザ・痴態』：監督北沢幸雄（飯泉幸夫）、主演伊藤清美、1986年5月製作・公開
- 『本番裏撮りOL』：監督珠瑠美、主演結城あや、1986年5月製作・公開
- 『亜紀子の唇 愛戯』：監督渡辺努、1986年6月製作・公開
- 『欲情させられた女』：監督高原秀和、1986年6月製作・公開
- 『ハード・エクスタシー 失神寸前』：監督北沢幸雄（飯泉幸夫）、1986年7月製作・公開
- 『オフィスラブ ザ・性感』：プロデューサー・脚本木俣堯喬、監督珠瑠美、製作プロダクション鷹、1986年7月製作・公開 - 配給のみ
- 『痴漢電車 我慢できない女たち』：監督浜野佐知、脚本山崎邦紀、1986年8月製作・公開
- 『SMドキュメント 令嬢』：監督代々木忠、1986年8月製作・公開
- 『セクシー・ギャル 絶頂感覚』：監督渡辺元嗣、1986年8月製作・公開
- 『裏』：監督伊集院剛、1986年9月製作・公開
- 『不倫の罠 満熟』：プロデューサー・脚本木俣堯喬、監督珠瑠美、製作プロダクション鷹、1986年9月製作・公開 - 配給のみ
- 『あふれる女』：監督内田省吾、1986年9月製作・公開
- 『エキサイティング・エロ 熱い肌』（原題『GIMME SHELTER』ビデオ題『陽星真見子 魔性の呼び声』）：監督佐藤寿保、製作獅子プロダクション、1986年10月製作・公開 - 配給のみ
- 『女子大生 ほとばしる快感』：監督北沢幸雄（飯泉幸夫）、1986年10月製作・公開
- 『代々木忠監督作品・SEX』：監督代々木忠、1986年10月製作・公開
- 『ブルーエクスタシー ザ・過激』：監督・脚本高原秀和、撮影佐々木原保志、1986年11月製作・公開
- 『痴漢電車あぶない隣人』：監督浜野佐知、脚本山崎邦紀、製作旦々舎、1986年11月製作・公開 - 配給のみ
- 『ボディ・スペシャル 調教』：監督細山智明、1986年12月製作・公開
- 『松居一代の衝撃』：監督若松孝二、主演松居一代、1986年12月製作・公開
- 『清水ひとみ かぐや姫ONANIE』：監督渡辺護、主演清水ひとみ、1986年12月製作・公開
- 『性感全開お・ん・な』：監督有栖川景子、1986年12月製作・公開
- 『人妻OL女子大生 密のしたたり』：監督北沢幸雄（飯泉幸夫）、1986年12月製作・公開
- 『ミス20才 快感! 百合子の本番』：監督細山智明、1986年製作・公開（公開月不明）
- 『KING OF SM 快虐』：監督志摩紫光、1987年3月製作・公開
- 『セクシャル・クィーン 隷獣』：監督大井川純、1987年5月製作・公開
- 『び・ら・ん』：監督小笠原典、1987年8月製作・公開
- 『いんらんパフォーマンス 夫婦』：監督代々木忠、1987年9月製作・公開
- 『小林ひとみの本性』：監督広木隆一、脚本田辺満・加藤正人、主演小林ひとみ、1987年10月製作・公開
- 『スキャンダル 悦楽』：監督田胡直道、1987年11月製作・公開
- 『Dカップスペシャル』：監督内藤純、1987年11月製作・公開
- 『SMマドンナ 愛虐』：監督伊集院剛、1987年12月製作・公開
- 『ヘビーSEX'87 感度良好』：監督鎮西尚一、助監督大工原正樹、脚本加藤正人、1987年製作・公開（公開月不明）
- 『痴漢電車 異常接近』：監督浜野佐知、脚本山崎邦紀、1987年製作・公開（公開月不明）
- 『縄女』：監督剣持哲也、1988年2月製作・公開
- 『び・ん・か・ん』：監督石川欣、脚本山崎邦紀、製作ユープロピジョン、1988年3月5日公開 - 配給のみ
- 『冴島奈緒 監禁』：監督浜野佐知、主演冴島奈緒、1988年5月製作・公開 - 「ミリオンフィルム」レーベル最終作品[29]

### ジョイパックフィルム
特筆以外はすべて配給のみ、以下は外国映画のおもな作品、日本映画のすべてである。
- 『スナッフ/SNUFF』：1976年公開
- 『フレッシュ・ゴードン Space Wars』：1978年公開
- 『リトル・モー』：1979年公開
- 『小さな唇』：1979年2月8日公開
- 『永遠なる武道』：監督根本順善、製作アーサーデービスオーガニゼーションジャパン・プルミエインターナショナルコーポレーション、ドキュメンタリー映画、1979年10月13日公開[20]
- 『チェンジリング』：監督ピーター・メダック、1980年8月23日公開
- 『オン・ザ・ロード』：監督和泉聖治、製作提携ムービーブラザーズ、配給松竹、1982年4月17日公開 - 製作[23]
- 『華麗なる愛の遍歴 愛染恭子』：監督代々木忠、主演愛染恭子、1982年8月14日公開 - 製作・配給[23]
- 『ウィークエンド・シャッフル』：監督中村幻児、製作提携らんだむはうす・幻児プロダクション、1982年10月23日公開 - 製作・配給[23]
- 『ハーレム・バレンタイン・デイ』：監督・脚本・音楽泉谷しげる、製作ディレクターズ・カンパニー、1982年11月20日公開[23]
- 『狼』：製作・監督高橋伴明、助監督周防正行、音楽泉谷しげる、製作ディレクターズカンパニー、1982年11月20日公開[23]
- 『さらば相棒』：製作高橋伴明、監督宇崎竜童、脚本宇崎竜童・黒沢清、助監督水谷俊之、製作ディレクターズカンパニー、1982年11月20日公開[23]

- 『ヨーロッパ・ノーカット版 愛染恭子・華麗なる追憶』：監督代々木忠、主演愛染恭子、1983年3月11日公開 - 製作・配給[24]
- 『BLOW THE NIGHT! 夜をぶっとばせ』：監督曽根中生、主演高田奈美江、製作フィルムワーカーズ・EPICソニー、1983年3月19日公開。配給収入は1.7億円[32]。
- 『ONANIE2 ザ・クライマックス』：監督代々木忠、1983年4月22日公開 - 製作・配給[24]
- 『ザ・ドキュメント オーガズム』：監督代々木忠、1983年7月29日公開 - 製作・配給[24]
- 『ザ・ドキュメント 性感極秘テクニック』：監督代々木忠、主演愛染恭子、1983年10月21日公開 - 製作・配給[24]
- 『連続殺人鬼 冷血』：プロデューサー曽根中生、監督渡辺護、主演中山一也、製作提携フィルムワーカーズ、1984年2月11日公開 - 製作・配給[25]
- 『パンツの穴』：監督鈴木則文、主演山本陽一・菊池桃子、製作提携アジャックス、1984年3月17日公開 - 製作・配給[25]
- 『スクラップ・ストーリー ある愛の物語』：製作・監督若松孝二、主演少女M（田中みお）、製作若松プロダクション、1984年7月14日公開[25]
- 『カッくんカフェ』：監督小林治、製作カッくん制作団・TOKIOM'S・亜細亜堂、1984年9月22日公開[25]

- 『V.マドンナ大戦争』：監督中村幻児、脚本野沢尚、主演宇沙美ゆかり、製作提携キャニオンレコード、配給松竹富士、 1985年7月13日公開 - 製作[26]
- 『四月の魚』：監督大林宣彦、製作提携PSC・アミューズシネマシティ・オフィスインテンツィオ・日本コロムビア・アルファレコード、1986年5月31日公開 - 製作・配給[27]
- 『熱海殺人事件』：監督高橋和男、製作提携フジテレビジョン・仕事、1986年6月7日公開 - 製作・配給[27]
- 『クリッター』：1987年4月4日公開
- 『妖獣都市』：監督川尻善昭、製作ジャパンホームビデオ、1987年4月25日公開[28]
- 『やるときゃやるぜ！ COME BACK HERO』：監督山名兌二、製作パインウッド、1987年10月24日公開[28]
- 『DOOR』：監督高橋伴明、主演高橋惠子、製作エイジェント21・ディレクターズカンパニー、1988年5月14日公開[29]
- 『死霊の罠』：監督池田敏春、主演小野みゆき、製作ジャパンホームビデオ・ディレクターズカンパニー、1988年5月14日公開[29]